# 西大山車站
西大山站（日语：／ Nishi-ōyama eki */?）是九州旅客鐵道（JR九州）指宿枕崎線沿線車站之一，位於鹿兒島縣指宿市山川大山602。
西大山站位於北緯31度11分，自1960年啟用以來就一直是全日本位處最南的車站，直到沖繩都市單軌電車線於2003年開業後，才將這「日本最南車站」的頭銜讓給該線的赤嶺站（北緯26度11分36秒）。但縱然如此，由於沖繩都市單軌電車線是一條特殊規格的路線系統，因此假如以普通的鋼軌鐵路來計算的話，西大山仍然是日本最南車站。目前車站裡的看板上標示本站為「JR日本最南端車站」。

## 車站構造
- 側式月台、一面一線
- 無人站

## 車站周邊
- 池田湖
- 開聞岳
- 國道226號
- 西大山平交道

## 歷史
- 1960年3月22日：設站。
- 1987年4月1日：國鐵分割民營化，車站經營由JR九州繼承。

## 圖片集

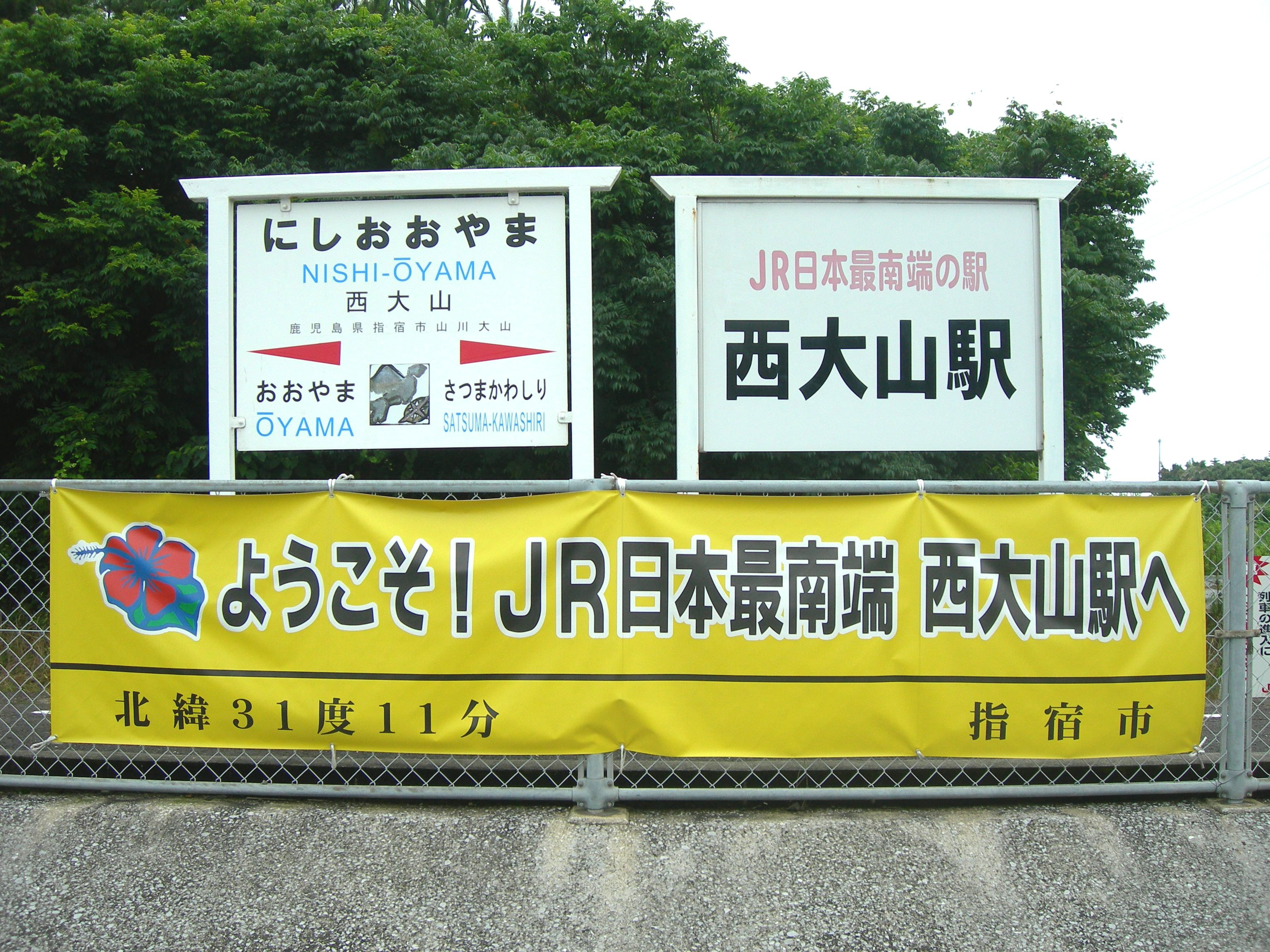
站外的招牌，標示本站為「JR日本最南端車站」
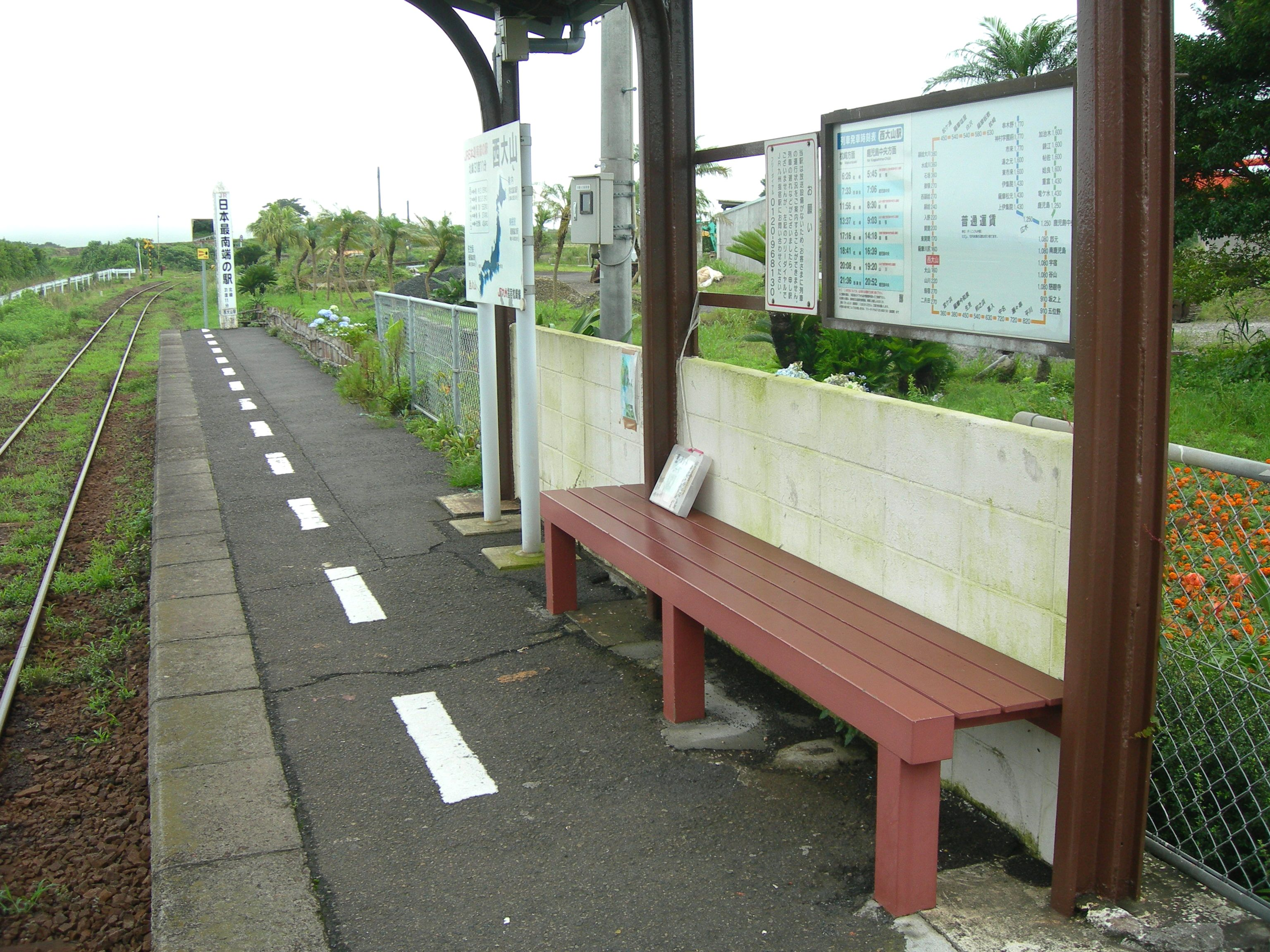
候車亭
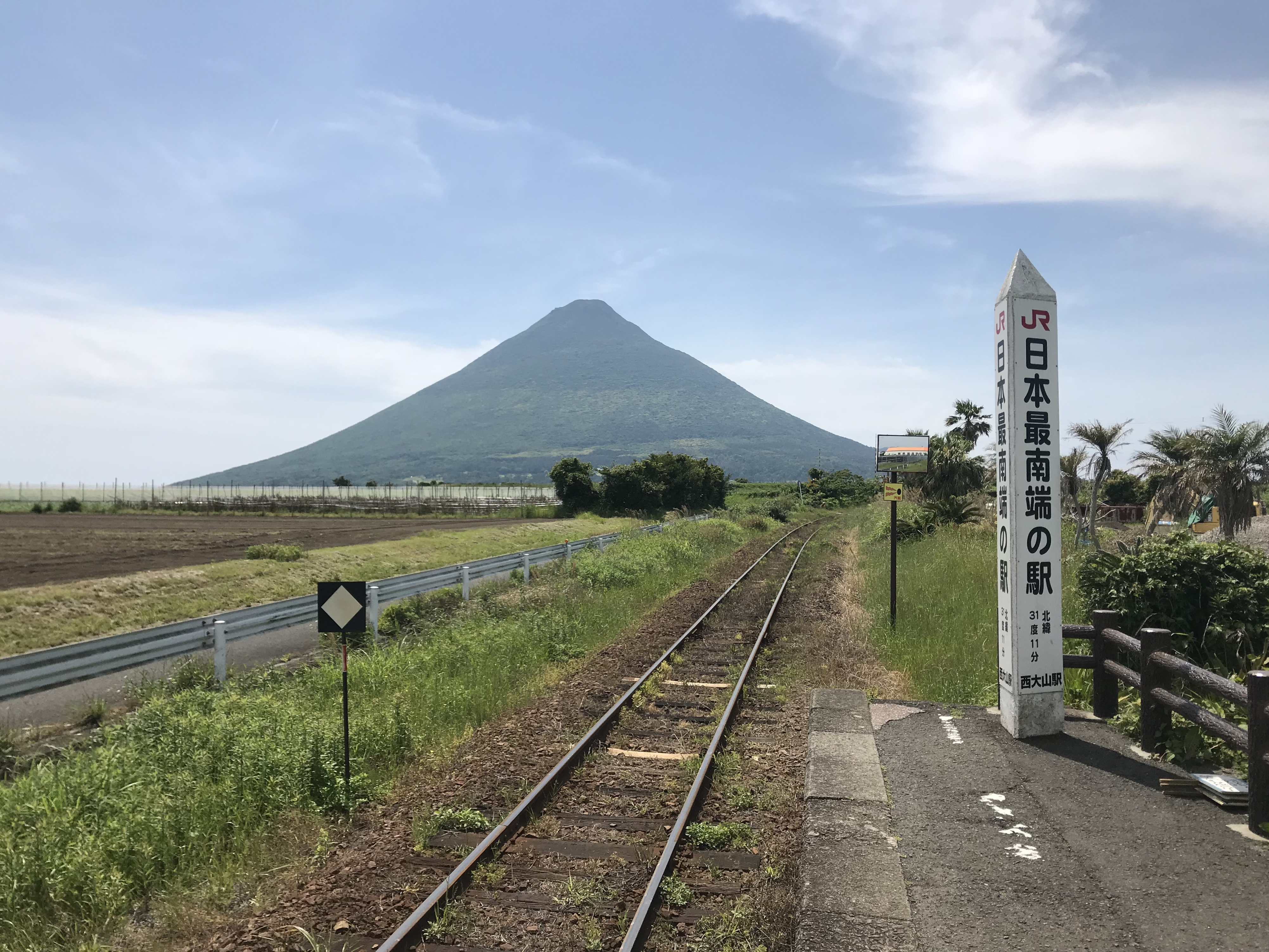
由站內看開聞岳
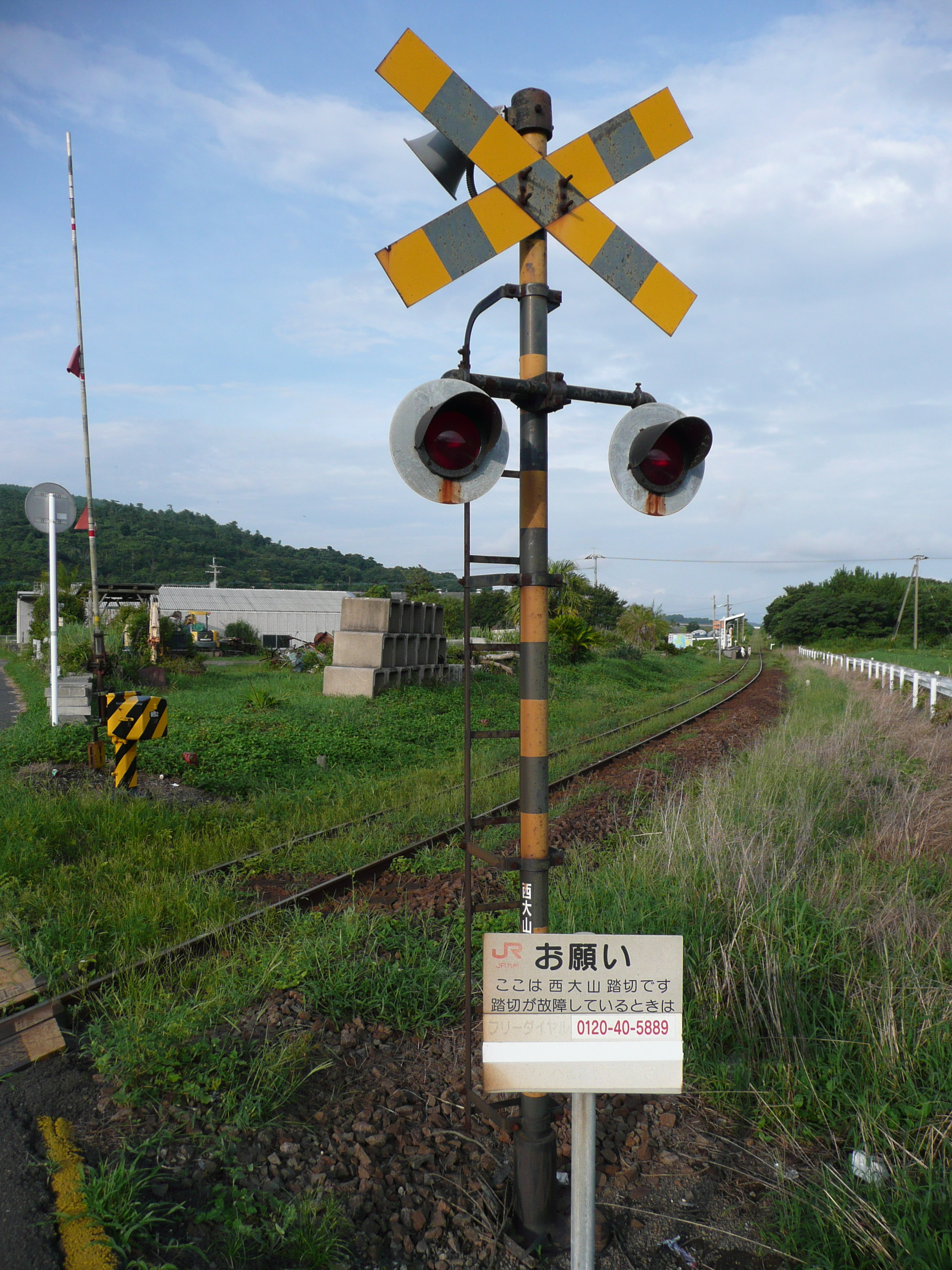
西大山平交道
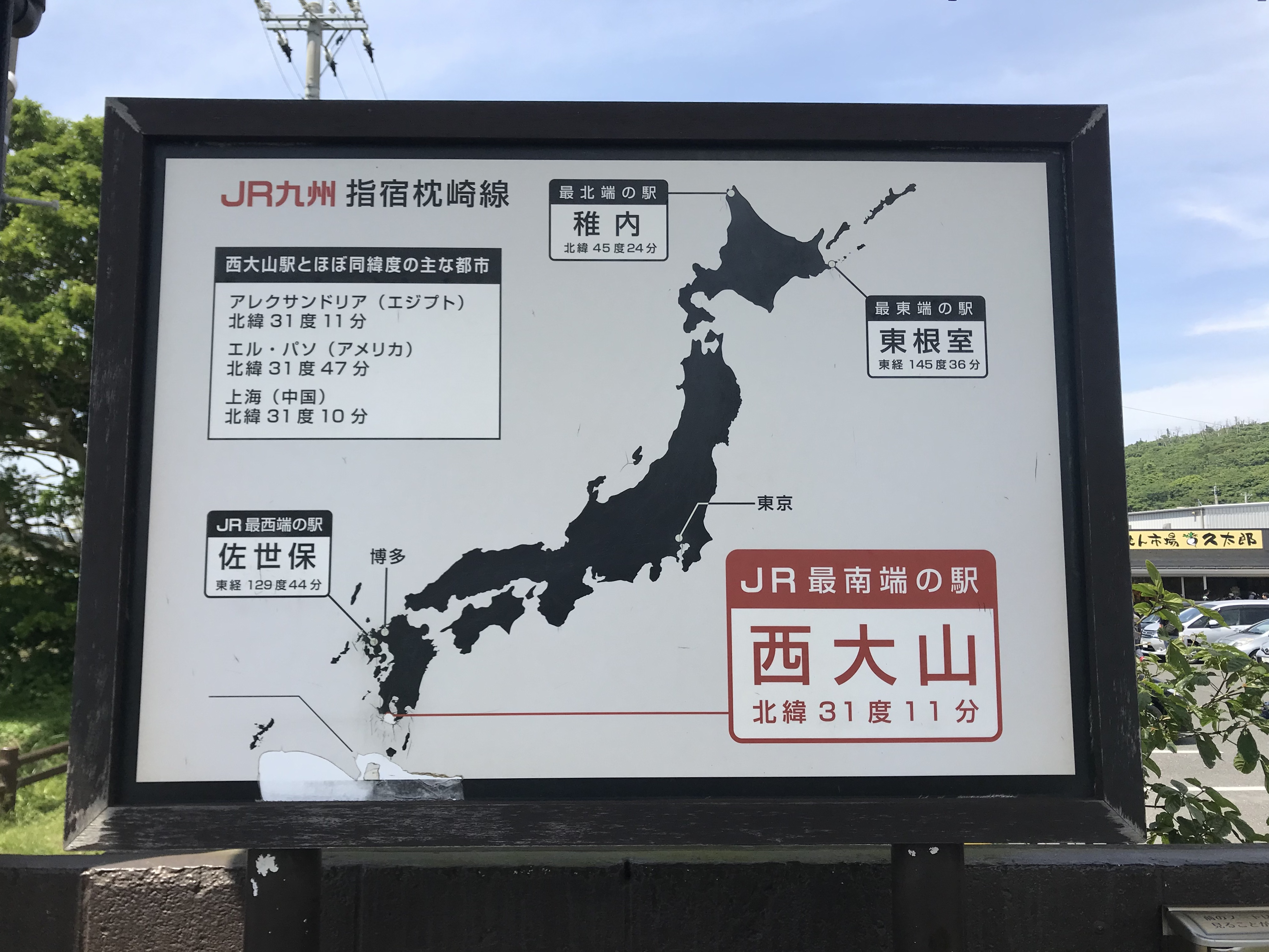
月台上介紹日本東西南北端車站的看板

## 相鄰車站
九州旅客鐵道
指宿枕崎線
大山－西大山－薩摩川尻

## 外部連結
- 西大山車站 （页面存档备份，存于）

1. ↑  . www2.ctv.co.jp.   [2025-03-27].
2. ↑  . 那覇市観光情報. 2018-06-26  [2025-03-27] （日语）.